# John Collings Squire
Sir John Collings Squire (* 2. April 1884 in Plymouth, Devon; † 20. Dezember 1958 in Rushlake Green, Sussex), kurz J. C. Squire, war ein britischer Dichter, Schriftsteller, Historiker und einflussreicher Literaturkritiker.

## Leben
John Collings Squire wurde in Plymouth geboren. Er studierte am St John’s College (Cambridge), wo er sein Interesse für Literatur und Politik erwarb. Nach seinem Studium wurde Squire parlamentarischer Reporter für die National Press Agency. Seine ersten literarischen Werke waren Gedichte sowie Übersetzungen von Charles Baudelaire. Für seine nächsten Bücher nutzte Squire seine Erfahrungen aus dem Parlament des Vereinigten Königreichs und verfasste äußerst populäre Parodien wie Imaginary Speeches (1912) und Steps to Parnassus (1913).
Er entwickelte sich zu einem überregional bekannten Journalisten und Literaturkritiker. 1913 schrieb Squire eine Reihe kritischer Essays und übernahm die Literaturredaktion beim New Statesman. Als Dichter ist er vor allem für sein Werk The Survival of the Fittest (1916) bekannt, einer der ersten Gedichtsammlungen, die gegen den Ersten Weltkrieg protestierte. Seine Werke fanden Aufnahme in die von Edward Marsh herausgegebenen Bände Georgian Poetry (Jahrbände 1916–1917, 1918–1919, 1920–1922). Als Herausgeber der Zeitschrift London Mercury (1919–1934) nahm er entscheidenden Einfluss auf die britische Literatur und wirkte als Jurymitglied im Komitee der Vergabe des Hawthornden-Preises mit, dem ältesten Literaturpreis in Großbritannien.
Squire war als junger Mann der Social Democratic Federation beigetreten. Bei den Parlamentswahlen von 1918 kandidierte er jedoch als Abgeordneter der Labour Party für den Sitz der Universität Cambridge. Später sympathisierte er für kurze Zeit mit den Ideen von Oswald Mosley und dessen British Union of Fascists, fand jedoch laut dem Historiker Charles Petrie „die Atmosphäre für unangemessen“.
Am 12. Juli 1933 wurde er als Knight Bachelor („Sir“) geadelt.
Seine gesammelten Gedichte mit einer Einführung von John Betjeman wurden 1959 postum veröffentlicht.